# Jonathan Rosenberg
Jonathan Micah Rosenberg (né le 30 décembre 1951 à Chicago, Illinois) est un mathématicien américain, spécialiste de topologie algébrique, d'algèbres d'opérateurs, de K-théorie et de théorie des représentations, ainsi que de leurs applications à la théorie des cordes (en particulier les dualités) en physique.

## Biographie
Rosenberg soutient son doctorat en 1976, sous la direction de Marc Rieffel, à l'université de Californie à Berkeley (C*-algèbres de groupes et représentations de carré intégrable). De 1977 à 1981, il est professeur assistant à l'université de Pennsylvanie. Depuis 1981, il est à l'université du Maryland à College Park où il est professeur de mathématiques Ruth M. Davis. Il est également élu fellow de l'American Mathematical Society (AMS) en 2013.
Il étudie les algèbres d'opérateurs et leurs relations avec la topologie, la géométrie, avec la théorie des représentations unitaires des groupes de Lie, la K-théorie et la théorie de l'indice. Il est connu pour avoir formulé, avec H. Blaine Lawson et Mikhaïl Gromov, la conjecture dite de Gromov-Lawson-Rosenberg.
Depuis 2015, il est le rédacteur en chef des Annals of K-Theory. De 2007 à 2015, il a été rédacteur en chef du Journal of K-Theory. Auparavant, il a été rédacteur en chef adjoint du Journal of the AMS (2000-2003) et des Proceedings of the AMS (1988-1992). Il est boursier Sloan de 1981 à 1984.

## Publications choisies
- Algebraic K-Theory and its Applications, vol. 147, Springer Verlag, coll. « Graduate Texts in Mathematics », 1996, x+394 (ISBN 978-1-4612-4314-4, DOI 10.1007/978-1-4612-4314-4)
- Kevin Coombes, Ronald Lipsman et Jonathan Rosenberg, Multivariable calculus and Mathematica® : with applications to geometry and physics, Springer Verlag, 1998, xiii+283 (ISBN 978-1-4612-1698-8, DOI 10.1007/978-1-4612-1698-8)
- Joachim Cuntz, Ralf Meyer et Jonathan Rosenberg, Topological and bivariant K-theory, vol. 36, Birkhauser, coll. « Oberwolfach Seminars », 2007 (ISBN 978-3-7643-8399-2, DOI 10.1007/978-3-7643-8399-2)
- Robert Doran (éd.), Greg Friedman (éd.) et Jonathan Rosenberg (éd.), Superstrings, geometry, topology and C* algebras : CBMS-NSF regional conference in Fort Worth 2009, American Mathematical Society, coll. « Proc. Symposia in Pure Mathematics », 2010, 249 p. (ISBN 978-0-8218-4887-6)
- Jonathan Rosenberg et Claude Schochet, The Künneth theorem and the universal coefficient theorem for equivariant K-theory and KK-theory, vol. 348, coll. « Memoirs American Mathematical Society », 1988, 95 p. (ISBN 978-1-4704-0764-3)
- Jonathan Rosenberg et Claude Schochet, « The Künneth theorem and the universal coefficient theorem for Kasparov's generalized K-functor », Duke Math J., vol. 55, no 2,‎ 1987, p. 431-474
- Steven C. Ferry, Andrew Ranicki et Jonathan Rosenberg, Novikov conjectures, rigidity and index theorem : 2 volumes (Oberwolfach Meeting 1993), vol. 226, Cambridge University Press, coll. « London Mathematical Society Lecture Notes Series », 1995 (DOI 10.1017/CBO9780511629365)
- Jonathan Rosenberg, « C*-algebras, positive scalar curvature, and the Novikov Conjecture, Part 1 », Inst. Hautes Études Sci. Publ. Math., vol. 58,‎ 1983, p. 197-212 (MR 0720934) ; « Part 2 », dans H. Araki, E. G. Eros (éditeurs), Geometric Methods in Operator Algebras (Kyoto, 1983), vol. 123, Harlow, Longman / Wiley, coll. « Pitman Research Notes in Mathematics », 1986 (MR 0866507), p. 341-374 ; « Part 3 », Topology, vol. 25,‎ 1986, p. 319-336 (MR 0842428)
- C* -algebras, positive scalar curvature, and the Novikov conjecture. Inst Hautes Etudes Sci. No Publ Math. 58 (1983), 197-212 (1984).
- Sylvain Cappell, Andrew Ranicki et Jonathan Rosenberg (éditeurs), Surveys on Surgery Theory : Papers dedicated to CTC Wall, Princeton University Press, 2001, 2 volumes
- Jonathan Rosenberg, « The {\displaystyle K\mathrm {O} }-assembly map and positive scalar curvature », dans S. Jackowski, B. Oliver, Pawalowski K. (éd.), Algebraic Topology (Poznan 1989), vol. 1474, Berlin, Springer-Verlag, coll. « Lecture Notes in Mathematics », 1991 (MR 1133900), p. 170-182
- Jonathan Rosenberg et S. Stolz, « A "stable" version of the Gromov-Lawson criterium », dans Cenkl M., Miller, H. (ed.), The Čech centennial (Boston, MA, 1993), vol. 181, Providence, American Mathematical Society, coll. « Contemporary Mathematics », 1995 (MR 1321004), p. 405-418
- Elliot Gootman et Jonathan Rosenberg, « The structure of crossed product C*-algebras : A proof of the generalized Effros-Hahn conjecture », Inventiones Mathematicae, vol. 52, no 3,‎ 1979, p. 283-298